# Intervención federal a la provincia de Mendoza de 1974
La intervención federal a la provincia de Mendoza de 1974 se volvió efectiva el 19 de agosto de ese año con la publicación de la Ley N.º 20 718, aprobada por el Congreso de la Nación.
Aprobado el juicio político en su contra, el gobernador de la provincia de Mendoza, Alberto Martínez Baca, dejó de ejercer el cargo y fue sustituido por el vicegobernador, Carlos Mendoza.
El Poder Ejecutivo Nacional envió un proyecto de ley de intervención federal a la provincia. El mismo fue aprobado y convertido en ley por el Congreso, ejecutando el plan. El gobernador Mendoza renunció el 4 de agosto y, el día 16, asumió Antonio Cafiero el cargo de interventor federal.
Cafiero renunció en 1975 para desempeñarse como embajador en Bélgica; su renuncia fue aceptada por el PEN el 7 de mayo de 1975. En su lugar, fue designado Luis María Rodríguez. Rodríguez dimitió a fines de año, aceptándose su renuncia el 3 de noviembre de 1975. El tercer interventor federal en Mendoza fue el general de brigada Pedro León Lucero.